# جائحة فيروس كورونا في أمريكا الجنوبية
توثق هذه المقالة البلدان في أمريكا الجنوبية المتأثرة بفيروس كورونا والمسؤول عن جائحة فيروس كورونا 2019–20 التي تم توثيقها لأول مرة في ووهان، الصين والتي قد لا تشمل جميع الاستجابات والإجراءات الرئيسية الحالية.
اعتبارًا من 13 مارس 2020، كانت جميع الدول في أمريكا الجنوبية، بما في ذلك إقليم غيانا الفرنسية، أصيبت بحالة واحدة على الأقل. بالإضافة إلى ذلك، يمكن اعتبار جزر الأي بي سي التابعة لمملكة هولندا وجزر فوكلاند (وهي منطقة أقاليم ما وراء البحار البريطانية) جزءًا من أمريكا الجنوبية.

## الوباء حسب البلد

### الأرجنتين
```
في 
3 مارس
 
2020
، أُكِّدت أول حالة في البلاد.
[
1
]
 وتأُكِّدت حالة ثانية في 
5 مارس
 
2020
.
[
2
]
```

في 7 مارس 2020، أُكِّدت وزارة الصحة أول حالة وفاة في البلاد، وهو رجل يبلغ من العمر 64 عامًا سافر إلى باريس وكان يعاني أيضًا من حالات صحية أخرى. يمثل هذا أول وفاة في أمريكا اللاتينية.

### بوليفيا
في 10 مارس 2020، أُكِّدت أول حالتين في البلاد.
في 12 مارس 2020، علقت بوليفيا جميع جلسات المدرسة العامة حتى 31 مارس 2020، وكذلك جميع الرحلات التجارية من وإلى أوروبا إلى أجل غير مسمى. كما منعوا التجمعات العامة الواسعة النطاق لأكثر من 1 000 شخص.

### البرازيل
في 26 فبراير، أُكِّدت الحالة الأولى في البلاد وأمريكا الجنوبية. وحتى 14 مارس 2020، أُكِّدت البرازيل 180 حالة و 1490 حالة مشتبه فيها. وفي 14 مارس 2020، أُكِّدت البرازيل 7 حالات أخرى.

### شيلي
في 3 مارس 2020، أُكِّدت أول حالة في البلاد.

### كولومبيا
في 6 مارس 2020، أُكِّدت أول حالة في البلاد.

### الإكوادور
في 29 فبراير، أُكِّدت وزيرة الصحة في الإكوادور، كاتالينا أندرامونيو، أول حالة إصابة بالفيروس في البلد. المريضة، وهي امرأة في السبعينات من عمرها، مواطنة إكوادورية مقيمة في إسبانيا، وصلت إلى غواياكيل في 14 فبراير.
في 1 مارس 2020، أعلنت أندرامونيوأنه أُكِّدت خمس حالات جديدة من فيروس كورونا في الإكوادور.
حتى 13 مارس 2020، كانت هناك 23 حالة مؤكدة، بالإضافة إلى أول حالة وفاة مرتبطة بـ كوفيد-19.

### غيانا الفرنسية
وفقًا لتقارير وزارة الصحة الفرنسية،  حتى 6 مارس 2020، تم تحديد خمس حالات مؤكدة في منطقة غيانا الفرنسية.

### غيانا
في 11 مارس 2020، سجلت الحالة الأولى في غيانا من امرأة تبلغ من العمر 52 عامًا تعاني من حالات صحية كامنة، بما في ذلك مرض السكري وارتفاع ضغط الدم. توفيت المرأة في مستشفى جورج تاون العام.

### الباراغواي
في 7 مارس 2020، أُعلن عن أول حالة مؤكدة في باراغواي، وهي من الباراغواي تبلغ من العمر 32 عامًا وصلت من الإكوادور.
في 10 مارس 2020، علقت الباراغواي جلسات المدرسة العامة والأحداث العامة على نطاق واسع لمدة 15 يومًا بسبب فيروس كورونا.
في 13 مارس 2020، علقت الباراغواي الرحلات القادمة من أوروبا.

### البيرو
في 6 مارس 2020 أُعلن عن أول حالة مؤكدة في بيرو.

### سورينام
في 13 مارس 2020، أعلن نائب الرئيس أشوين أدين أول حالة مؤكدة في البلاد.

### أوروغواي
في 13 مارس 2020، أعلنت وزارة الصحة العامة عن الحالات الأربع المؤكدة الأولى في البلاد.

### فنزويلا
في 13 مارس 2020، أعلن نائب الرئيس دلسي رودريغيز أول حالتين مؤكدتين في البلاد.
في 14 مارس 2020، أبلغ وزير الاتصالات خورخي رودريغيز عن الكشف عن ثماني حالات جديدة في البلاد.

## روابط خارجية
- خريطة كورونا - خريطة مجانية تفاعلية محدثة يوميًا للعالم كله.
- Coronavirus Timeline Map - خرائط الجدول الزمني للعدوى Coronavirus والوفيات والتعافي.
- البيانات الوبائية لـ COVID-19 - خرائط إجمالي حالات الإصابة بالفيروس التاجي في العالم والصين والولايات المتحدة، إلى جانب بيانات المرضى.
- Coronavirus COVID-19 الحالات العالمية والبيانات التاريخية لجامعة جونز هوبكنز
- CoronaMapper - خريطة مع العديد من الإحصاءات المحدثة